# Нураминис
Нура̀минис (на италиански и на сардински: Nuraminis) е малко градче и община в Южна Италия, провинция Южна Сардиния, автономен регион и остров Сардиния. Разположено е на 91 m надморска височина. Населението на общината е 2556 души (към 2010 г.).